# 伊比鳩魯學派

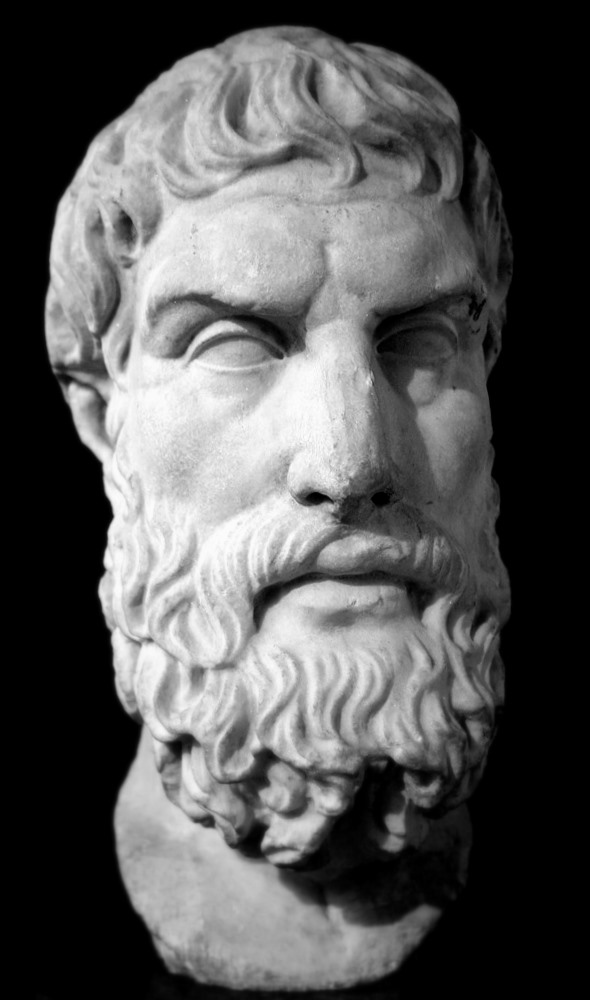
伊比鳩魯

伊比鳩魯學派（英語：Epicureanism）是以伊比鳩魯的學說為基礎，創建於西元前307年的一個哲學思想體系。伊比鳩魯是原子論唯物主義者，他认为存在着的万物必定是由永恒不变的原子所构成，而原子是一些细小的、不可毁坏的、坚硬的物质微粒，亦即擁護德謨克利特的理論。但他認為原子的運動會偶有隨機的偏斜，因此他不採信決定論。他反對迷信、否認神的干預，並提出了伊壁鳩魯悖論（罪惡問題）。伊比鳩魯延續了昔蘭尼的阿瑞斯提普斯（蘇格拉底的學生之一，較不為人所知）的論點，認為最大的善是驅逐恐懼、追求快樂，以達到一種寧靜（ataraxia）且自由的狀態，並透過知識免除生理的痛苦（aponia），降低欲望。所以伊比鳩魯的弟子都有同樣的基本知識，認為哲學必須貢獻給寧靜和平。

## 歷史
在莱斯沃斯岛的首都米蒂利尼，接着是兰萨库斯（今土耳其拉普赛基），伊壁鸠鲁传授他的思想并获得了不少追随者。在雅典，伊壁鸠鲁买下一块地产作为他的学院并称之为“花园”，即后来的伊壁鸠鲁学院。学院成员包括赫马库斯（Hermarchus）、伊多梅纽斯（Idomeneus）、克罗特斯、波吕亚努斯和迈特罗多鲁斯。伊壁鸠鲁将友谊看做是幸福重要的组成部分，学院一直是个温和的禁欲主义团体，拒绝成为雅典哲学的政治中心。以当时雅典文明的标准来说他们是十足的世界主义者，信徒包括女人和奴隶。少量的证据证明，有些信徒是素食主义者，比如伊壁鸠鲁本人就不吃肉类，尽管学院并没有禁止吃肉的规定。
学派的影响力与日俱增，并且和斯多葛主义、柏拉图主义、逍遥学派、皮浪主义一并成为希腊化时代最具影响力的哲学流派之一，一直持续到后来的罗马帝国时期。学派另一个主要资料来源是罗马政治家兼哲学家西塞罗，尽管他对伊壁鸠鲁主义持批判态度。他声称伊壁鸠鲁主义为放纵的享乐主义者，缺乏道德感和责任感以及远离公众生活的负罪感。另一个古典来源是奥内奥达的第欧根尼，他在吕基亚的奥内奥达创作了大量的手稿。
从赫库兰尼姆古城的帕比里庄园图书馆出土的碳化卷轴经过破译，里面包含了大量菲洛德穆的作品。菲洛德穆是一个希腊化时代晚期的伊壁鸠鲁主义者，他指出伊壁鸠鲁本人反对学派影响力持续扩大。第欧根尼·拉尔修写了许多关于伊壁鸠鲁的诽谤性的故事，并为伊壁鸠鲁的反对者所广泛传播。

### 引用
1. ↑  Kostan, David. . Stanford Encyclopedia of Philosophy.   [2019-04-03]. （原始内容存档于2021-01-25）.
2. ↑  Morgan, Nathan. .   [2019-04-03]. （原始内容存档于2016-04-29）.
3. ↑  MacGillivray, Erlend D. . 2012: 151–172.